# Mebenga m’Ebono

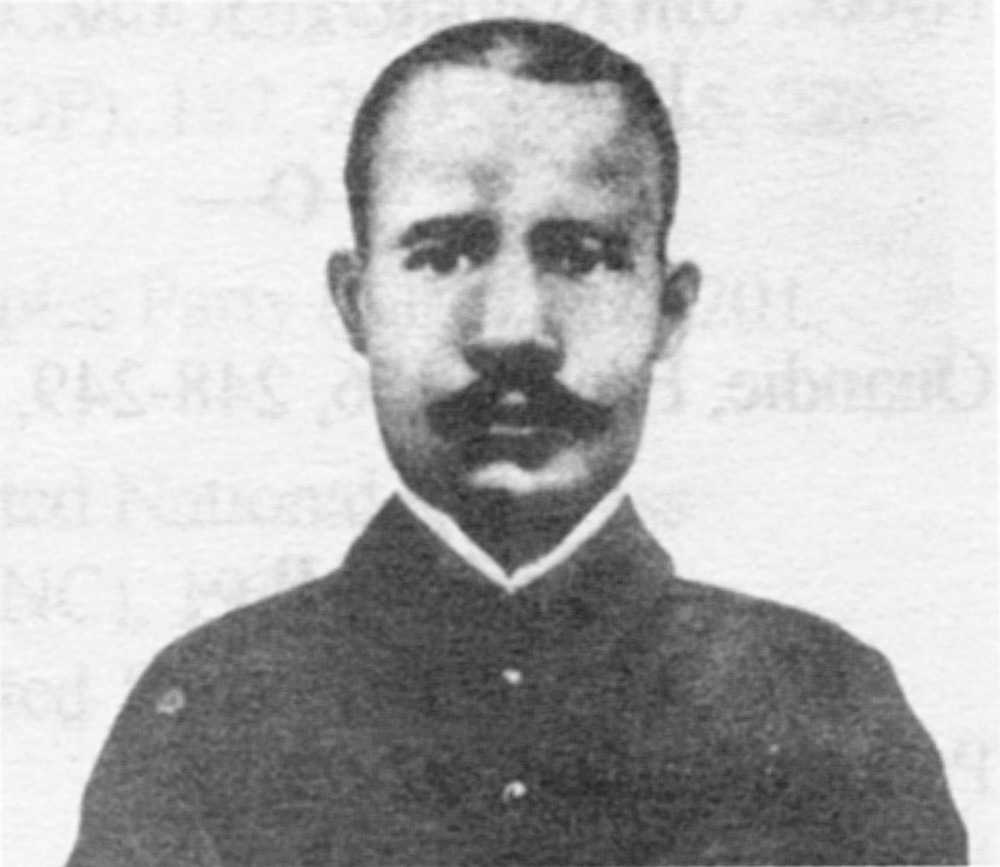
Mebenga m'Ebono

Mebenga m’Ebono (geb. um 1875 in Metundu Engong; gest. 8. August 1914 in Ebolowa), auch Martin-Paul Samba oder Martin Paul Zampa, war ein kamerunischer Offizier und Widerstandskämpfer gegen die deutsche Kolonialmacht.

## Leben
Mebenga wurde im Bulu-sprachigen Dorf Metundu Engong nahe Ebolowa geboren und wurde nach dem Tod seiner Mutter kurz nach seiner Geburt von seinem Onkel großgezogen. Sein Dorf war von amerikanischen Presbyterianern missioniert worden.
Während einer Forschungsreise des deutschen Leutnant Richard Kund, die in seinem Dorf anlangte, wurde Mebenga als Führer ausgewählt, um den Forschungsreisenden Wege und Siedlungen in der Gegend zu zeigen. Samba beeindruckte mit seinem Wissen und wurde vom General Curt von Morgen nach Deutschland geschickt, wo er seine deutschen Sprachkenntnisse verbesserte und eine militärische Ausbildung der kaiserlichen Schutztruppe, zunächst zum Unteroffizier, dann zum Sergeanten, erhielt. Er wurde in Kladow nahe Berlin vom Pastoren Martin Schall unterrichtet und dort am 18. November 1891 auf den Namen Martin Paul Zampa getauft. Gegen Weihnachten 1892 kehrte er nach Kamerun zurück.
Wegen des Widerstands der Bulu und der Beti gegen die deutsche Kolonialmacht sollte Mebenga eine Schlüsselfigur für Übersetzungen und für Wissen über die Bulu sein. Er war Feldwebel. Während des Einfalls der Deutschen in das Gebiet der Wute 1895 sowie während des Vormarsches gegen die Tsinga 1898 war er ein Verbündeter der Deutschen. 1896 lehrte er dem jungen Charles Atangana, wie er den Deutschen dienen könne.
Um 1900 beendete er seine militärischen Dienste für die Deutschen aufgrund einer Rheuma-Erkrankung, an der er aufgrund einer Schusswunde im Krieg gegen die Wute litt. Jesko von Puttkamer wollte ihn in seine politischen Kreise einbinden. Stattdessen wurde er Handelsmann beim deutschen Unternehmen Randad & Stein in der Yesum-Region östlich von Yaoundé. Um 1906 gründete er eigene Handelsposten in Makaa-Gemeinden und fungierte als Dolmetscher und Vermittler zwischen den Makaa und den Deutschen.

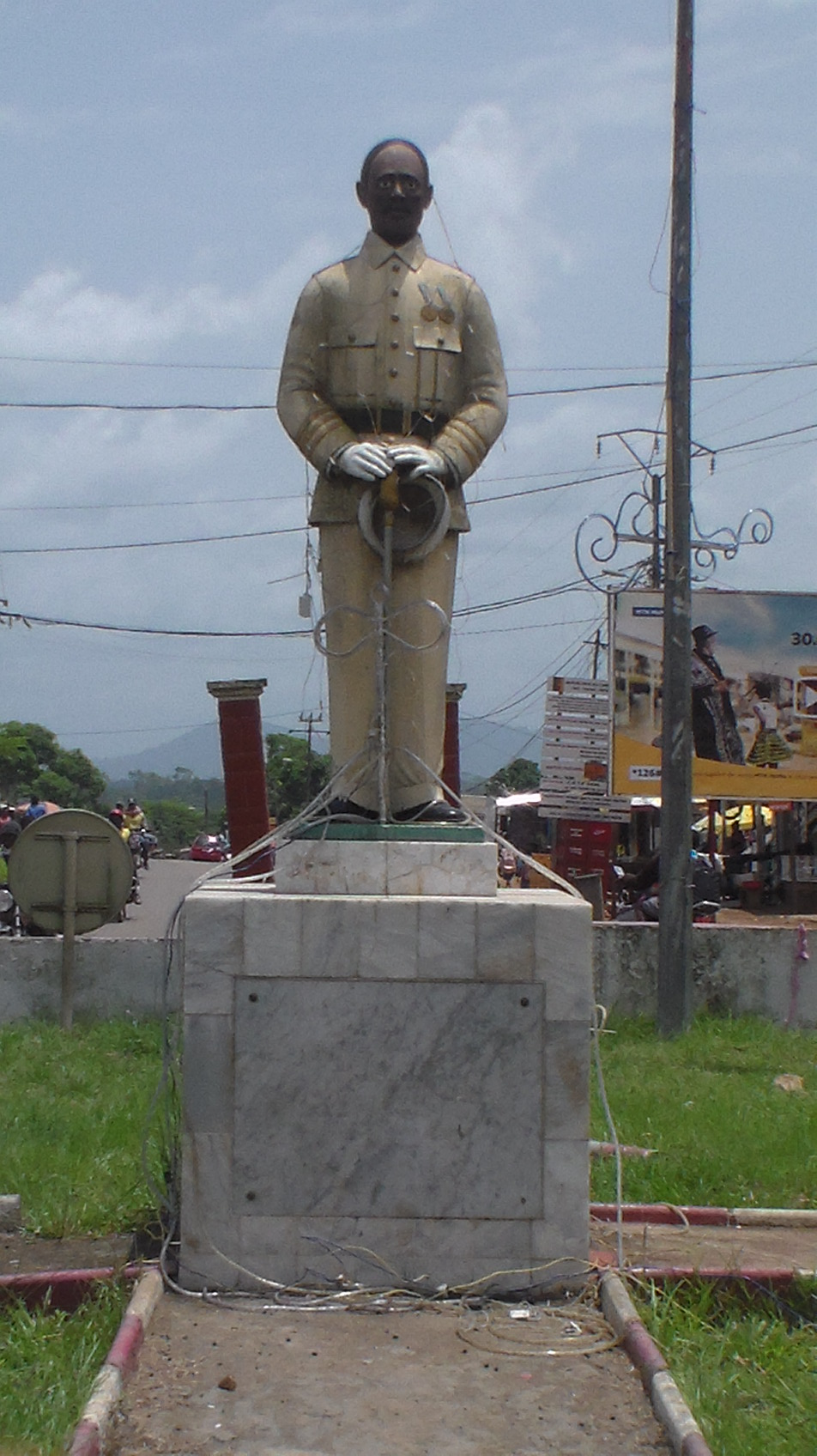
Denkmal für Martin-Paul Samba in Ebolowa

Sein Loyalität mit den deutschen Kolonialisten nahm immer stärker ab. Mebenga hoffte, von der deutschen Kolonialregierung zum Vorsitzenden aller Bulu-Gemeinden ernannt zu werden, was diese allerdings nicht tat. Samba begann deshalb Pläne für militärischen Widerstand. Er fand Verbündete in wichtigen Gemeinden Südkameruns und bildete diese militärisch aus. Rudolf Manga Bell in Douala etwa unterstützte seine Pläne. Er hatte Schwierigkeiten, an genügend Munition und Waffenausrüstung zu kommen. Er nahm auch Kontakt mit französischen und englischen Kolonialisten in Nachbarländern auf.
Die deutsche Kolonialverwaltung erfuhr 1914 von seinen Widerstandsplänen, als sie eine Botschaft Mebengas an den Gouverneur von Französisch-Kongo abfingen. Am 1. August 1914 wurde er verhaftet und ein Militärgericht verurteilte ihn wegen Hochverrats. Am 8. August 1914 wurde er in Ebolowa hingerichtet; vor seiner Hinrichtung soll er gerufen haben: „Ihr werdet Kamerun niemals haben“. Bell wurde am selben Tag in Douala erhängt.

## Bedeutung
Mebenga gilt seit der Unabhängigkeit Kameruns aufgrund seiner Widerstandstätigkeiten als Nationalheld. 1960 wurde ihm zu Ehren ein Denkmal in Ebolowa errichtet.